# 大阪府道246号熊取停車場線
大阪府道246号熊取停車場線（おおさかふどう246ごう くまとりていしゃじょうせん）は、大阪府泉南郡熊取町を通る、かつて存在した一般府道である。

## 概要
JR西日本阪和線 熊取駅から泉南郡熊取町大久保中1丁目に至る。

### 路線データ
- 起点：大阪府泉南郡熊取町大久保中1丁目（JR西日本阪和線 熊取駅前）
- 終点：大阪府泉南郡熊取町大久保中1丁目（熊取駅東交差点、国道170号交点）
- 総延長：402 m

## 歴史
- 2013年（平成25年）6月17日 - 大阪府告示第1,281号により廃止[1]。

## 路線状況

### 通称
- 熊取駅前線
- 花みずきロード

### 道路施設

#### 橋梁
- 住吉橋（住吉川、泉南郡熊取町）

## 地理

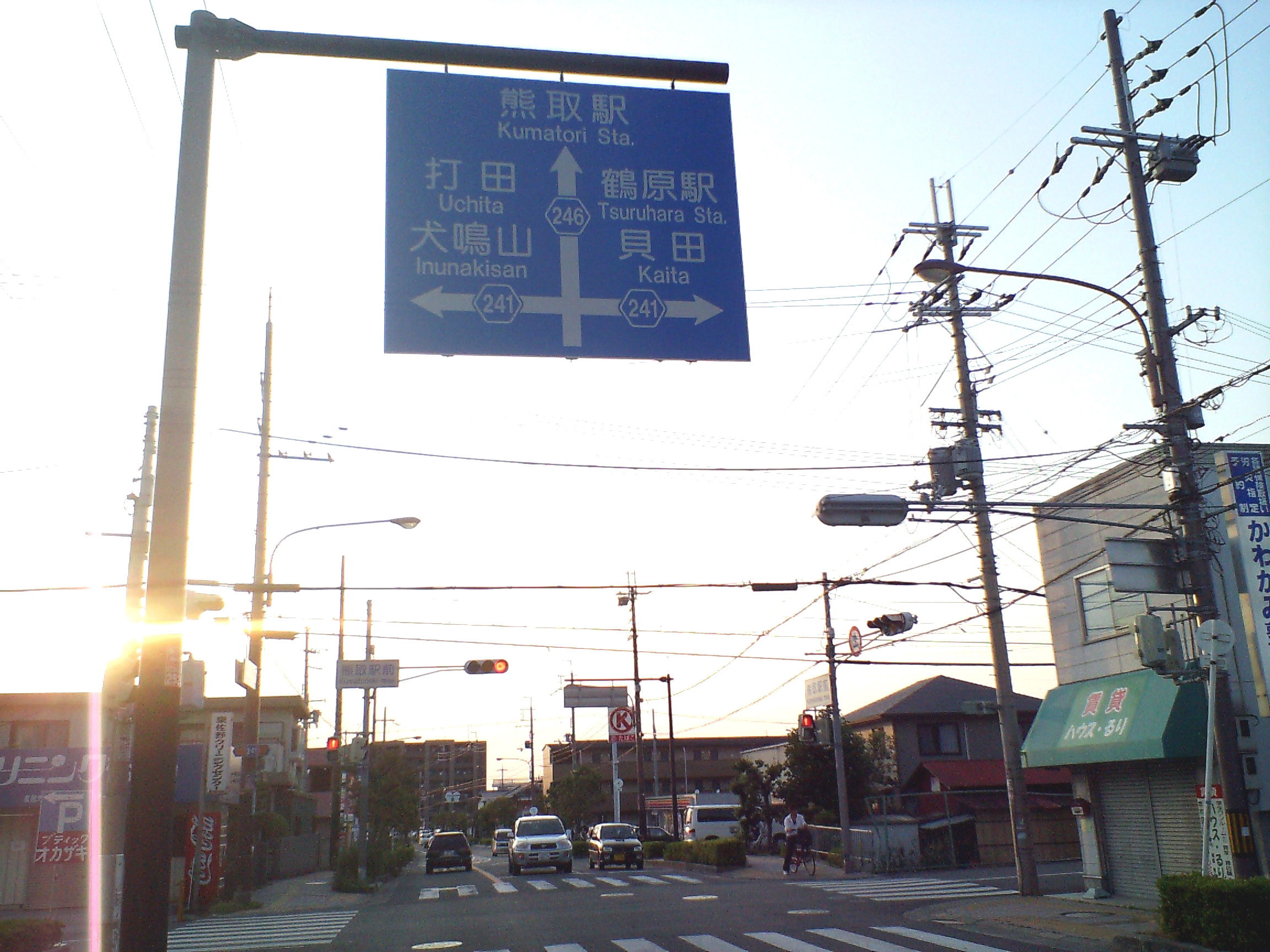
大阪府道246号熊取停車場線

### 通過していた自治体
- 大阪府
  - 泉南郡熊取町

### 交差していた道路
| 交差していた道路                              | 交差していた場所 | 交差していた場所      |
| --------------------------------------------- | ---------------- | --------------------- |
| 大阪府道241号泉佐野熊取線                     | 大久保中1丁目    | 熊取駅前交差点        |
| 国道170号 大阪府道20号枚方富田林泉佐野線 重複 | 大久保中1丁目    | 熊取駅東交差点 / 終点 |

### 沿線
- JR西日本阪和線 熊取駅
- りそな銀行 熊取支店
- きのくに信用金庫 熊取支店
- キリン堂 熊取店
- 特定医療法人三和会・永山病院